# Tommi Nikkilä
Tommi Nikkilä, född 16 juni 1977 i Jyväskylä, Finland, är en finsk ishockeymålvakt som spelat för bl.a. Jyväskylä-laget JYP och Tammerforslaget Tappara. Från 2008 spelar han i Pelicans.